# Ruisseau de Carol
Pour les articles homonymes, voir Carol.
Le ruisseau de Carol est une rivière en partie souterraine du sud de la France, dans le département de l'Ariège et un sous-affluent de la Garonne par l'Ariège.

## Géographie
De 13,4 km de longueur, le ruisseau de Carol prend sa source dans les Pyrénées sur la commune de Saint-Martin-de-Caralp dans le département de l'Ariège, puis prend le nom de ruisseau de la Plaine, ensuite prend le nom de ruisseau de Loubens et de ruisseau de Coufet puis reprend le nom de ruisseau de Carol et se jette dans l'Ariège en rive gauche sur la commune de Crampagna.

## Géologie
Depuis sa source, il remonte vers le nord sur la commune de Baulou et se heurte à la barre de la chaîne de la Quière. Il se fraye un chemin dans les calcaires lacustres du Dano-Montien, disparaît près du Pas du Portel, à 455 m d'altitude, dans une perte qu'il a creusée dans les argiles rouges du Garumnien supérieur, passe en cheminement souterrain les calcaires à Millioles du Thanétien inférieur, et résurge en bordure nord de ces calcaires pour retrouver les marnes et bancs calcaires du Thanétien supérieur . Dénommé alors "ruisseau de Loubens", il se dirige vers l’est en direction de l'Ariège, passe au village de Carol au nord-ouest du mont de Crampagna puis conflue 1 km plus loin avec l’Ariège.

## Départements et principales communes traversés
- Ariège : Saint-Martin-de-Caralp, Baulou, Loubens, Crampagna.

## Principaux affluents
- Ruisseau de la Plaine : 1,9 km
- Ruisseau du Pont : 1,8 km
- Ruisseau de Fourmiguères : 2,9 km